# Cattedrale dell'Assunzione di Maria (Ossero)
L'ex cattedrale dell'Assunzione di Maria (in croato: Katedrala Marijina Uznesenja) si trova a Ossero, in Croazia. La chiesa è l'antica cattedrale della diocesi di Ossero, soppressa nel 1828.

## Storia
La cattedrale dell'Assunzione di Maria è stata costruita durante l'episcopato dei vescovi Antonio di Pago e Marco Negro. I lavori iniziarono nel 1463, con il contributo di Giorgio Orsini da Sebenico, mentre sulla facciata è stato registrato l'anno 1497 come data del completamento della costruzione. L'altare è stato dedicato l'anno seguente, è in stile barocco e conserva le reliquie di San Gaudenzio. L'interno è modesto, con colonne rinascimentali e ambiente simili alla cattedrale di Sebenico. Il campanile è stato costruito da opera del maestro Jakov Galeto, originario di Veglia, nel 1575.